# MTV Video Music Awards 2011
Gli MTV Music Awards 2011, giunti alla 28ª edizione, si sono tenuti domenica 28 agosto 2011 a Nokia Theatre di Los Angeles, in California, negli Stati Uniti d'America.
Le nomination sono state pubblicate il 20 luglio 2011.  
L'edizione è presentata nel pre-show da Selena Gomez e nello show reale da Kevin Hart ed è stata trasmessa in differita di pochi minuti in Italia su MTV. Adele e Katy Perry sono le cantanti che hanno portato a casa più statuette (3 a testa) seguite da Lady Gaga (2) e Britney Spears (1 e il Video Vanguard Award). 

## Esibizioni

### Pre show
- Cobra Starship (featuring Sabi) — You Make Me Feel...

### Esibizioni dal vivo
- Lady Gaga (con Brian May) — Yoü and I
- Jay-Z e Kanye West — Otis
- Pitbull (featuring Ne-Yo e Nayer) — Give Me Everything
- Adele — Someone like You
- Chris Brown — Yeah 3x / Beautiful People
- Tributo a Britney Spears
- Beyoncé — Love on Top
- Young the Giant — My Body
- Bruno Mars — Valerie (Tributo a Amy Winehouse)
- Lil Wayne — How to Love / John

### Artista della serata
- Jessie J — Price Tag, Girls Just Want to Have Fun (cover di Cyndi Lauper), Do It like a Dude, Rainbow, Firework (cover di Katy Perry), Domino, No Scrubs (cover delle TLC), Who's Laughing Now, Fuck You! (cover di Cee Lo Green), Nobody's Perfect, Mamma Knows Best

## Vincitori e candidati

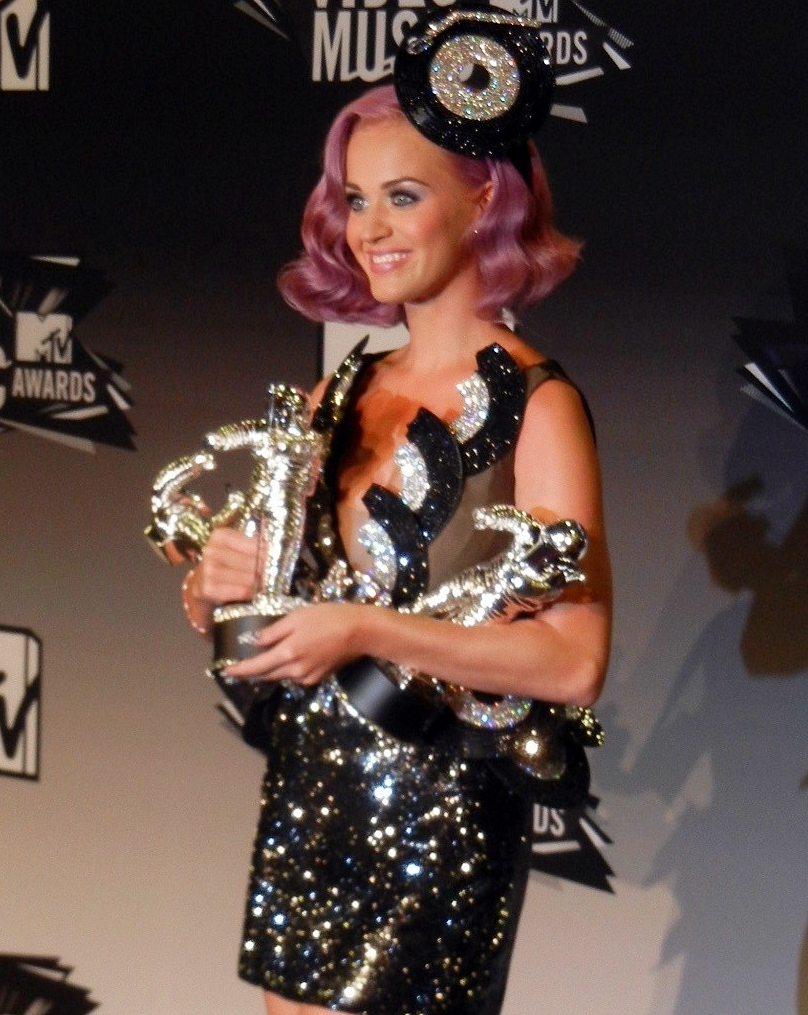
Katy Perry con i premi vinti

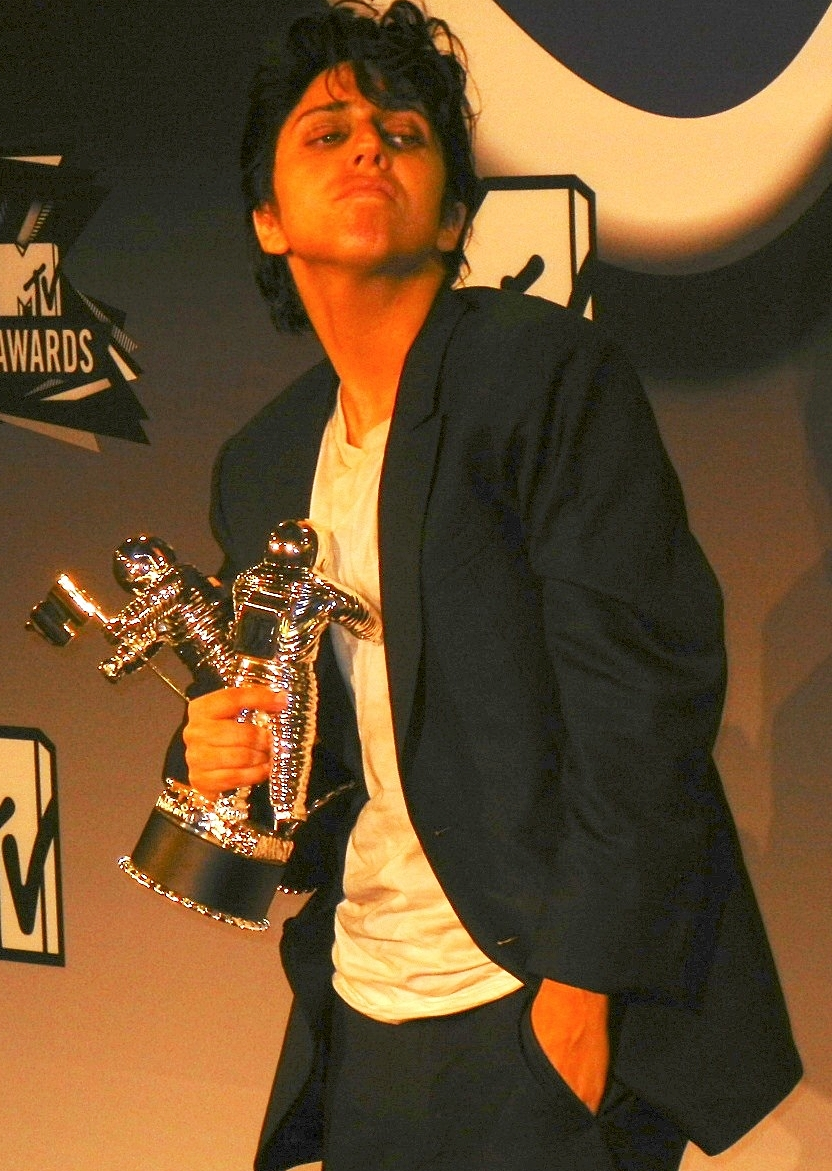
Lady Gaga con i premi vinti

I vincitori sono scritti in grassetto.

### Video dell'Anno
- Katy Perry — Firework
- Adele — Rolling in the Deep
- Beastie Boys — Make Some Noise
- Bruno Mars — Grenade
- Tyler, the Creator — Yonkers

### Miglior Video Maschile
- Justin Bieber — U Smile
- Eminem (con Rihanna) — Love the Way You Lie
- Cee Lo Green — Fuck You!
- Bruno Mars — Grenade
- Kanye West (con Rihanna e Kid Cudi) — All of the Lights

### Miglior Video Femminile
- Lady Gaga — Born This Way
- Adele — Rolling in the Deep
- Beyoncé — Run the World (Girls)
- Nicki Minaj — Super Bass
- Katy Perry — Firework

### Miglior Nuovo Artista
- Tyler, the Creator — Yonkers
- Big Sean (con Chris Brown) — My Last
- Foster the People — Pumped Up Kicks
- Kreayshawn — Gucci Gucci
- Wiz Khalifa — Black and Yellow

### Miglior Video Pop
- Britney Spears — Till the World Ends
- Adele — Rolling in the Deep
- Bruno Mars — Grenade
- Katy Perry — Last Friday Night (T.G.I.F.)
- Pitbull (con Ne-Yo, Nayer and Afrojack) — Give Me Everything

### Miglior Video Rock
- Foo Fighters — Walk
- The Black Keys — Howlin' for You
- Cage the Elephant — Shake Me Down
- Foster the People — Pumped Up Kicks
- Mumford & Sons — The Cave

### Miglior Video Hip-Hop
- Nicki Minaj — Super Bass
- Chris Brown (con Lil Wayne e Busta Rhymes) — Look at Me Now
- Lupe Fiasco — The Show Goes On
- Lil Wayne (con Cory Gunz) — 6 Foot 7 Foot
- Kanye West (con Rihanna e Kid Cudi) — All of the Lights

### Miglior Collaborazione
- Katy Perry (con Kanye West) — E.T.
- Chris Brown (con Lil Wayne e Busta Rhymes) — Look at Me Now
- Nicki Minaj (con Drake) — Moment 4 Life
- Pitbull (con Ne-Yo, Nayer e Afrojack) — Give Me Everything
- Kanye West (con Rihanna) — All of the Lights

### Miglior regia
- Beastie Boys — Make Some Noise (Regista: Adam Yauch)
- Adele — Rolling in the Deep (Regista: Sam Brown)
- Thirty Seconds to Mars — Hurricane (Regista: Bartholomew Cubbins)
- Eminem (con Rihanna) — Love the Way You Lie (Regista: Joseph Kahn)
- Katy Perry (con Kanye West) — E.T. (Regista: Floria Sigismondi)

### Miglior coreografia
- Beyoncé — Run the World (Girls) (Coreografi: Frank Gatson, Sheryl Murakami e Jeffrey Page)
- Lady Gaga — Judas (Coreografo: Laurieann Gibson)
- LMFAO (con Lauren Bennett e GoonRock) — Party Rock Anthem (Coreografo: Hokuto Konishi)
- Bruno Mars — The Lazy Song (Coreografi: Bruno Mars e Poreotics)
- Britney Spears — Till the World Ends (Coreografo: Brian Friedman)

### Migliori effetti speciali
- Katy Perry (featuring Kanye West) — E.T. (Special Effects: Jeff Dotson for Dot & Effects)
- Chromeo — Don't Turn the Lights On (Special Effects: The Mill)
- Linkin Park — Waiting for the End (Special Effects: Ghost Town Media)
- Manchester Orchestra — Simple Math (Special Effects: DANIELS)
- Kanye West (featuring Dwele) — Power (Special Effects: Nice Shoes and ArtJail)

### Migliore direzione artistica
- Adele — Rolling in the Deep (Art Director: Nathan Parker)
- Death Cab for Cutie — You Are a Tourist (Art Directors: Nick Gould, Tim Nackashi and Anthony Maitz)
- Lady Gaga — Judas (Art Director: Amy Danger)
- Katy Perry (featuring Kanye West) — E.T. (Art Director: Jason Fijal)
- Kanye West (featuring Dwele) — Power (Art Director: Babak Radboy)

### Miglior montaggio
- Adele — Rolling in the Deep (Editor: Art Jones at Work)
- Thirty Seconds to Mars — Hurricane (Editors: Jared Leto, Frank Snider, Michael Bryson, Stefanie Visser and Daniel Carberry)
- Manchester Orchestra — Simple Math (Editor: DANIELS)
- Katy Perry (featuring Kanye West) — E.T. (Editor: Jarrett Fijal)
- Kanye West (featuring Rihanna and Kid Cudi) — All of the Lights (Editor: Hadaya Turner)

### Miglior fotografia
- Adele — Rolling in the Deep (Director of Photography: Tom Townend)
- Thirty Seconds to Mars — Hurricane (Directors of Photography: Benoît Debie, Jared Leto, Rob Witt and Daniel Carberry)
- Beyoncé — Run the World (Girls) (Director of Photography: Jeffrey Kimball)
- Eminem (featuring Rihanna) — Love the Way You Lie (Director of Photography: Christopher Probst)
- Katy Perry — Teenage Dream (Director of Photography: Paul Laufer)

### Best Video with a Message
- Lady Gaga — Born This Way
- Eminem (featuring Rihanna) — Love the Way You Lie
- Katy Perry — Firework
- Pink — Fuckin' Perfect
- Rise Against — Make It Stop (September's Children)
- Taylor Swift — Mean

### Best Latino Artist of 2011
- Maná — Lluvia al Corazón[3]

- Don Omar and Lucenzo — Danza kuduro
- Enrique Iglesias (featuring Ludacris and DJ Frank E) — Tonight (I'm Lovin' You)
- Prince Royce — Corazón Sin Cara
- Wisin & Yandel — Zun Zun Rompiendo Caderas

### Premio alla carriera (Michael Jackson Video Vanguard Award)
- Britney Spears